# Boyer Spur
Der Boyer Spur ist ein Bergkamm an der Black-Küste des Palmerlands im Süden der Antarktischen Halbinsel. Er ragt an der Basis der Condor-Halbinsel zwischen dem Kellogg- und dem Gruening-Gletscher und rund 8 km westnordwestlich des Malva Bluff sowie des nordwestlichen Kopfendes des Hilton Inlet auf.
Der United States Geological Survey kartierte ihn im Jahr 1974. Das Advisory Committee on Antarctic Names benannte ihn 1976 nach Stephen J. Boyer, Geologe des Survey und Mitglied der Mannschaft, welche zwischen 1972 und 1973 das Gebiet entlang der Lassiter-Küste kartierte.